# Australische Frauen-Cricket-Nationalmannschaft in England in der Saison 2023
Die Tour der australischen Frauen-Cricket-Nationalmannschaft nach England in der Saison 2023 fand vom 22. Juni bis zum 18. Juli 2023 statt. Die internationale Cricket-Tour war Bestandteil der Internationalen Cricket-Saison 2023 und umfasste einen WTest, drei WODIs und drei WTwenty20s. Australien gewann die WTest-Serie 1–0, während England die WODI- und WTwenty20-Serie jeweils mit 2–1 gewann. Nach der angewandten Punktewertung konnte Australien damit die Women’s Ashes verteidigen.

## Vorgeschichte
Für beide Mannschaften war es die erste Tour der Saison. Das letzte Aufeinandertreffen der beiden Mannschaften bei einer Tour fand in der Saison 2021/22 in Australien statt.

## Stadien
Die folgenden Stadien wurden für die Austragung der Tour ausgewählt.
| Stadion                  | Stadt       | Kapazität | Spiele   |
| ------------------------ | ----------- | --------- | -------- |
| Edgbaston Cricket Ground | Birmingham  | 24.803    | 1. WT20  |
| Bristol County Ground    | Bristol     | 17.500    | 1. WODI  |
| The Oval                 | London      | 23.500    | 3. WT20  |
| Lord’s Cricket Ground    | London      | 30.000    | 2. WT20  |
| Trent Bridge             | Nottingham  | 15.350    | 1. WTest |
| Rose Bowl                | Southampton | 6.500     | 2. WODI  |
| County Ground            | Taunton     | 8.500     | 3. WODI  |

## Kaderlisten
Australien benannte seine Kader am 28. März 2023. England benannte seinen WTest-Kader am 12. Juni 2023.
| WTest | WTest | WODI | WODI | WTwenty20 | WTwenty20 |
| England | Australien | England | Australien | England | Australien |
| --- | --- | --- | --- | --- | --- |
| - Heather Knight (K) - Natalie Sciver-Brunt (VK) - Tammy Beaumont (wk) - Lauren Bell - Alice Capsey - Kate Cross - Alice Davidson-Richards - Sophia Dunkley - Sophie Ecclestone - Lauren Filer - Danielle Gibson - Amy Jones (wk) - Emma Lamb - Issy Wong - Danni Wyatt | - Alyssa Healy (K, wk) - Tahlia McGrath (VK) - Darcie Brown - Ashleigh Gardner - Kim Garth - Grace Harris - Jess Jonassen - Alana King - Phoebe Litchfield - Beth Mooney (wk) - Ellyse Perry - Megan Schutt - Annabel Sutherland - Georgia Wareham | - Heather Knight (K) - Natalie Sciver-Brunt (VK) - Tammy Beaumont (wk) - Lauren Bell - Alice Capsey - Kate Cross - Charlie Dean - Sophia Dunkley - Sophie Ecclestone - Lauren Filer - Danielle Gibson - Sarah Glenn - Amy Jones (wk) - Issy Wong - Danni Wyatt | - Alyssa Healy (K, wk) - Tahlia McGrath (VK) - Darcie Brown - Ashleigh Gardner - Kim Garth - Grace Harris - Jess Jonassen - Alana King - Phoebe Litchfield - Beth Mooney (wk) - Ellyse Perry - Megan Schutt - Annabel Sutherland - Georgia Wareham | - Heather Knight (K) - Natalie Sciver-Brunt (VK) - Lauren Bell - Maia Bouchier - Alice Capsey - Kate Cross - Freya Davies - Charlie Dean - Sophia Dunkley - Sophie Ecclestone - Danielle Gibson - Sarah Glenn - Amy Jones (wk) - Issy Wong - Lauren Winfield-Hill (wk) - Danni Wyatt | - Alyssa Healy (K, wk) - Tahlia McGrath (VK) - Darcie Brown - Ashleigh Gardner - Kim Garth - Grace Harris - Jess Jonassen - Alana King - Phoebe Litchfield - Beth Mooney (wk) - Ellyse Perry - Megan Schutt - Annabel Sutherland - Georgia Wareham |

## Tour Matches
| 15. – 17. Juni Scorecard | Leicester | Australien 284 & 371-7d | – | England A 562 |
|                          |           | Remis                   |   |               |

| 15. – 17. Juni Scorecard | Derby | Australia A 221 (63.3) & 361-7 (83) | – | England 650 (118.2) |
|                          |       | Remis                               |   |                     |

## Women’s Tests in Nottingham
| 22. – 26. Juni Scorecard | Nottingham | Australien 473 (124.2) & 257 (78.5) | – | England 463 (121.2) & 178 (49) |
|                          |            | Australien gewinnt mit 89 Runs      |   |                                |

Australien gewann den Münzwurf und entschied sich, als Schlagmannschaft zu beginnen. Als Spielerin des Spiels wurde Ashleigh Gardner ausgezeichnet.

## Women’s Twenty20 Internationals

### Erstes WTwenty20 in Birmingham
| 1. Juli Scorecard | Birmingham | England 153-7 (20)               | – | Australien 154-6 (19.5) |
|                   |            | Australien gewinnt mit 4 Wickets |   |                         |

Australien gewann den Münzwurf und entschied sich, als Feldmannschaft zu beginnen. Als Spielerin des Spiels wurde Beth Mooney ausgezeichnet.

### Zweites WTwenty20 in London
| 5. Juli Scorecard | London (Oval) | England 186-9 (20)         | – | Australien 183-8 (20) |
|                   |               | England gewinnt mit 3 Runs |   |                       |

Australien gewann den Münzwurf und entschied sich, als Feldmannschaft zu beginnen. Als Spielerin des Spiels wurde Danni Wyatt ausgezeichnet.

### Drittes WTwenty20 in London
| 8. Juli Scorecard | London (Lord’s) | Australien 155-7 (20)                      | – | England 121-5 (13.2/14) |
|                   |                 | England gewinnt mit 5 Wickets (D/L method) |   |                         |

England gewann den Münzwurf und entschied sich, als Feldmannschaft zu beginnen. Nach einer Regenunterbrechung wurde das englische Innings auf 14 Overs und das Target auf 119 Runs reduziert (Duckworth-Lewis-Stern Method). Als Spielerin des Spiels wurde Alice Capsey ausgezeichnet.

## Women’s One-Day Internationals

### Erstes WODI in Bristol
| 12. Juli Scorecard | Bristol | Australien 263-8 (50)         | – | England 267-8 (48.1) |
|                    |         | England gewinnt mit 2 Wickets |   |                      |

England gewann den Münzwurf und entschied sich, als Schlagmannschaft zu beginnen. Als Spielerin des Spiels wurde Heather Knight ausgezeichnet.

### Zweites WODI in Southampton
| 16. Juli Scorecard | Southampton | Australien 282-7 (50)         | – | England 279-7 (50) |
|                    |             | Australien gewinnt mit 3 Runs |   |                    |

Australien gewann den Münzwurf und entschied sich, als Schlagmannschaft zu beginnen. Als Spielerin des Spiels wurde Alana King ausgezeichnet.

### Drittes WODI in Taunton
| 18. Juli Scorecard | Taunton | England 285-9 (50)                       | – | Australien 199 (35.3) |
|                    |         | England gewinnt mit 69 Runs (D/L method) |   |                       |

Australien gewann den Münzwurf und entschied sich, als Feldmannschaft zu beginnen. Als Spielerin des Spiels wurde Natalie Sciver-Brunt ausgezeichnet.

## Punktwertung
Die Ashes werden nach einer Punktwertung vergeben. Im WTest gibt es vier Punkte für einen Sieg, zwei für ein Remis, Unentschieden oder No Result und in den kurzen Spielformen zwei bzw. einen Punkt.
| England |            | Australien |
| ------- | ---------- | ---------- |
| 0       | WTests     | 4          |
| 0       | 1. WTest   | 4          |
| 4       | WODIs      | 2          |
| 2       | 1. WODI    | 0          |
| 0       | 2. WODI    | 2          |
| 2       | 3. WODI    | 0          |
| 4       | WTwenty20s | 2          |
| 0       | 1. WT20    | 2          |
| 2       | 2. WT20    | 0          |
| 2       | 3. WT20    | 0          |
| 8       | Gesamt     | 8          |

Da Australien die vorhergehenden Women’s Ashes gewonnen hatte, reichte das Unentschieden in der Punktewertung, diese zu verteidigen.

## Auszeichnungen

### Player of the Series
Als Player of the Series wurden der folgende Spieler ausgezeichnet.
| Serie | Player of the Series |
| ----- | -------------------- |
| WTest | –                    |
| WODI  | Natalie Sciver-Brunt |
| WT20  | Danni Wyatt          |

### Player of the Match
Als Player of the Match wurden die folgenden Spielerinnen ausgezeichnet.
| Spiel    | Player of the Match  |
| -------- | -------------------- |
| 1. WTest | Ashleigh Gardner     |
| 1. WODI  | Heather Knight       |
| 2. WODI  | Alana King           |
| 3. WODI  | Natalie Sciver-Brunt |
| 1. WT20  | Beth Mooney          |
| 2. WT20  | Danni Wyatt          |
| 3. WT20  | Alice Capsey         |